# 지석천
지석천(砥石川)은 전라남도 화순군 이양면 증리에서 발원하여 나주시 금천면 인근에서 영산강과 합류하는 하천이다. 화순군 이양면 지역은 지방2급하천(길이 약 20Km)으로 관리되며, 청풍면 경계인 송석천 합류점에서 국가하천(길이는 약 34 km)으로 바뀌어 관리된다. 다른 이칭으로는 드들강(--江)이라고 한다.

## 지류
산포천, 대촌천, 노동천, 대초천, 도곡천, 화순천, 한천천, 석정천, 춘양천, 송석천, 오류천, 청풍천, 활용천, 추동천